# 塞尔维扬
塞尔维扬（法語：Servian，法語發音：[sɛʁvjɑ̃]）是法国埃罗省的一个市镇，属于贝济耶区。

## 地理
塞尔维扬（43°25'38"N, 3°17'57"E）面积40.61 平方千米，位于法国奧克西塔尼大區埃罗省，该省份为法国南部沿海省份，南濒地中海，西南接奥德省，西北接塔恩省和阿韦龙省，东北与加尔省接壤。
与塞尔维扬接壤的市镇（或旧市镇、城区）包括：阿贝扬、阿利尼昂迪旺、巴桑、貝濟耶、利布龙河畔布让、库洛布尔、埃斯蓬代扬、蒙布朗、图尔布、瓦尔罗。

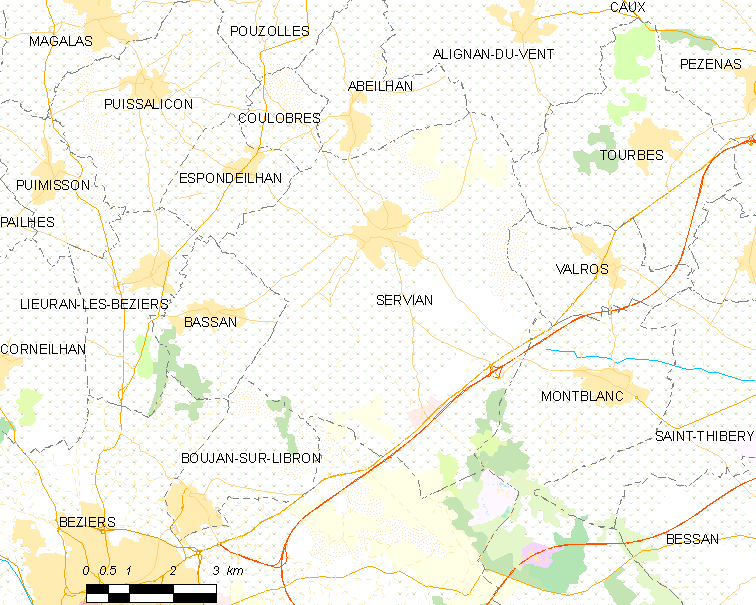
塞尔维扬的OSM定位图

塞尔维扬的时区为UTC+01:00、UTC+02:00（夏令时）。

## 行政
塞尔维扬的邮政编码为34290，INSEE市镇编码为34300。

## 政治
塞尔维扬所属的省级选区为贝济耶第三县。

## 人口

1962-2008年间塞尔维扬人口变化图示

塞尔维扬于2022年1月1日时的人口数量为5427人。